# 張先 (三国志演義)
| 姓名         | 張先 |
| 出身地       | -    |
| 職官         | -    |
| 陣営・所属等 | 張繍 |
| 家族・一族   | -    |

張 先（ちょう せん）は、中国の通俗歴史小説『三国志演義』に登場する架空の武将。
張繍配下の部将として、『演義』第17回に登場。寿春を攻略した曹操の隙を衝き、張繍は劉表と同盟して南陽・江陵を攻略する。曹操は転進して南陽へ向かい、張先は僚将の雷叙と共に張繍の指揮の下で城外に布陣する。張繍と曹操との舌戦を経て、曹操が許褚に出撃を命じると、張繍は張先に迎撃を命じたが、張先はわずか3合の打ち合いで許褚に斬って落とされる。張先を失った張繍軍は総崩れとなり、南陽城内に逃げ込んだ。